# Обобщённо-личные предложения
Обобщённо-ли́чные предложения — это односоставные предложения, в которых глагол-сказуемое обозначает действие, выполняемое широким, обобщённым кругом лиц.
Глагол-сказуемое в обобщённо-личном предложении стоит в той же форме, что и в определённо-личных и неопределённо-личных предложениях. Яркий пример обобщённо-личных предложений представляют собой пословицы.
- Без труда не выловишь и рыбку из пруда.
- Сделал дело — гуляй смело.
- Никогда не знаешь, где найдёшь настоящее слово. (К. Г. Паустовский)
- Не родись красивым, а родись счастливым.
- Тише едешь — дальше будешь.

Обобщённо-личные предложения употребляются в тех случаях, когда важно назвать само действие, а не лиц, которые его производят.
Обобщённо-личные предложения — предложения, в которых действие вне времён, относится к любому, всякому лицу, к группе лиц.
Распространены в пословицах, поговорках, афоризмах.
Определённо-личные и неопределённо-личные предложения могут иметь обобщённое значение, то есть действие, о котором говорится в предложении, относится ко всем лицам вообще.